# Mistrovství světa v alpském lyžování 2017 – sjezd žen
Sjezd žen na Mistrovství světa v alpském lyžování 2017 se konal v neděli 12. února 2017 jako třetí ženský závod světového šampionátu ve Svatém Mořici. Zahájení proběhlo v 11.15 hodin místního času. Do soutěže nastoupilo 38 sjezdařek ze 17 států. Trénink naplánovaný den před závodem byl zrušen. Vlastní start sjezdu organizátoři uspíšili o 45 minut z obavy před nepříznivým počasím včetně zhoršené viditelnosti.
Obhájkyní zlata v „královské disciplíně“ byla slovinská lyžařka Tina Mazeová, která ukončila v lednu 2017 závodní kariéru a na šampionátu působila jako komentátorka stanice Eurosport.

## Medailistky
Mistryní světa se stala 26letá Slovinka Ilka Štuhecová, která získala první medaili z vrcholné lyžařské akce. V průběžném hodnocení sezóny Světového poháru ve sjezdu jí patřilo první místo, když na úvod sezóny vyhrála tři sjezdové závody v řadě.
Se ztrátou čtyř desetin sekundy vybojovala stříbrný kov 23letá Rakušanka Stephanie Venierová, pro niž to byla rovněž premiérová medaile na velké lyžařské události.
Bronz si odvezla Lindsey Vonnová, která na mistrovství světa vybojovala celkově sedmou medaili, a čtvrtou sjezdovou. K závodění se vrátila v lednu 2017 po roční zdravotní absenci. Za druhou Venierovou zaostala o pět setin sekundy. Ve 32 letech a 117 dnech věku se Vonnová stala nejstarší medailistkou historie světových šampionátů (věkový rekord poté posunula ve sjezdu MS 2019).

## Výsledky
| P                                        | SČ | lyžařka                      | stát            | čas     | ztráta |
| ---------------------------------------- | -- | ---------------------------- | --------------- | ------- | ------ |
| Zlatá medaile                            | 7  | Ilka Štuhecová               | Slovinsko       | 1:32,85 |        |
| Stříbrná medaile                         | 6  | Stephanie Venierová          | Rakousko        | 1:33,25 | +0,40  |
| Bronzová medaile                         | 9  | Lindsey Vonnová              | USA             | 1:33,30 | +0,45  |
| 4.                                       | 5  | Sofia Goggiová               | Itálie          | 1:33,37 | +0,52  |
| 5.                                       | 4  | Laurenne Rossová             | USA             | 1:33,57 | +0,72  |
| 6.                                       | 10 | Christine Scheyerová         | Rakousko        | 1:33,79 | +0,94  |
| 7.                                       | 11 | Fabienne Suterová            | Švýcarsko       | 1:33,88 | +1,03  |
| 8.                                       | 28 | Michelle Gisinová            | Švýcarsko       | 1:33,89 | +1,04  |
| 9.                                       | 14 | Ramona Siebenhoferová        | Rakousko        | 1:33,97 | +1,12  |
| 10.                                      | 3  | Tina Weiratherová            | Lichtenštejnsko | 1:34,03 | +1,18  |
| 11.                                      | 13 | Viktoria Rebensburgová       | Německo         | 1:34,10 | +1,25  |
| 12.                                      | 18 | Jasmine Fluryová             | Švýcarsko       | 1:34,36 | +1,51  |
| 12.                                      | 2  | Jacqueline Wilesová          | USA             | 1:34,36 | +1,51  |
| 14.                                      | 8  | Elena Fanchiniová            | Itálie          | 1:34,39 | +1,54  |
| 15.                                      | 16 | Breezy Johnsonová            | USA             | 1:34,49 | +1,64  |
| 16.                                      | 1  | Nicole Schmidhoferová        | Rakousko        | 1:34,61 | +1,76  |
| 17.                                      | 17 | Kajsa Klingová               | Švédsko         | 1:34,64 | +1,79  |
| 18.                                      | 19 | Corinne Suterová             | Švýcarsko       | 1:34,65 | +1,80  |
| 19.                                      | 20 | Verena Stufferová            | Itálie          | 1:34,81 | +1,96  |
| 20.                                      | 12 | Ragnhild Mowinckelová        | Norsko          | 1:34,91 | +2,06  |
| 21.                                      | 24 | Ester Ledecká                | Česko           | 1:34,96 | +2,11  |
| 22.                                      | 15 | Johanna Schnarfová           | Itálie          | 1:35,05 | +2,20  |
| 23.                                      | 23 | Maruša Ferková               | Slovinsko       | 1:35,23 | +2,38  |
| 24.                                      | 22 | Kristin Lysdahlová           | Norsko          | 1:35,26 | +2,41  |
| 25.                                      | 25 | Tiffany Gauthierová          | Francie         | 1:35,39 | +2,54  |
| 25.                                      | 21 | Maria Therese Tvibergová     | Norsko          | 1:35,39 | +2,54  |
| 27.                                      | 32 | Alexandra Prokopjevová       | Rusko           | 1:35,46 | +2,61  |
| 28.                                      | 30 | Alexandra Colettiová         | Monako          | 1:35,53 | +2,68  |
| 29.                                      | 31 | Kristina Riis-Johannessenová | Norsko          | 1:35,72 | +2,87  |
| 29.                                      | 29 | Kira Weidleová               | Německo         | 1:35,72 | +2,87  |
| 31.                                      | 26 | Romane Miradoliová           | Francie         | 1:35,84 | +2,99  |
| 32.                                      | 27 | Valérie Grenierová           | Kanada          | 1:35,86 | +3,01  |
| 33.                                      | 33 | Lisa Hörnbladová             | Švédsko         | 1:36,69 | +3,84  |
| 34.                                      | 35 | Pavla Klicnarová             | Česko           | 1:37,87 | +5,02  |
| 35.                                      | 34 | Kateřina Pauláthová          | Česko           | 1:38,02 | +5,17  |
| 36.                                      | 36 | Noelle Barahonová            | Chile           | 1:38,59 | +5,74  |
| 37.                                      | 38 | Macarena Simari Birknerová   | Argentina       | 1:39,08 | +6,23  |
| 38.                                      | 37 | Sarah Schleperová            | Mexiko          | 1:42,59 | +9,74  |
| Závod odstartoval v 11.15 hodin (UTC+1). |    |                              |                 |         |        |